# Saletara cycinna
Saletara cycinna är en fjärilsart som först beskrevs av William Chapman Hewitson 1868.  Saletara cycinna ingår i släktet Saletara och familjen vitfjärilar. Inga underarter finns listade.

## Bildgalleri

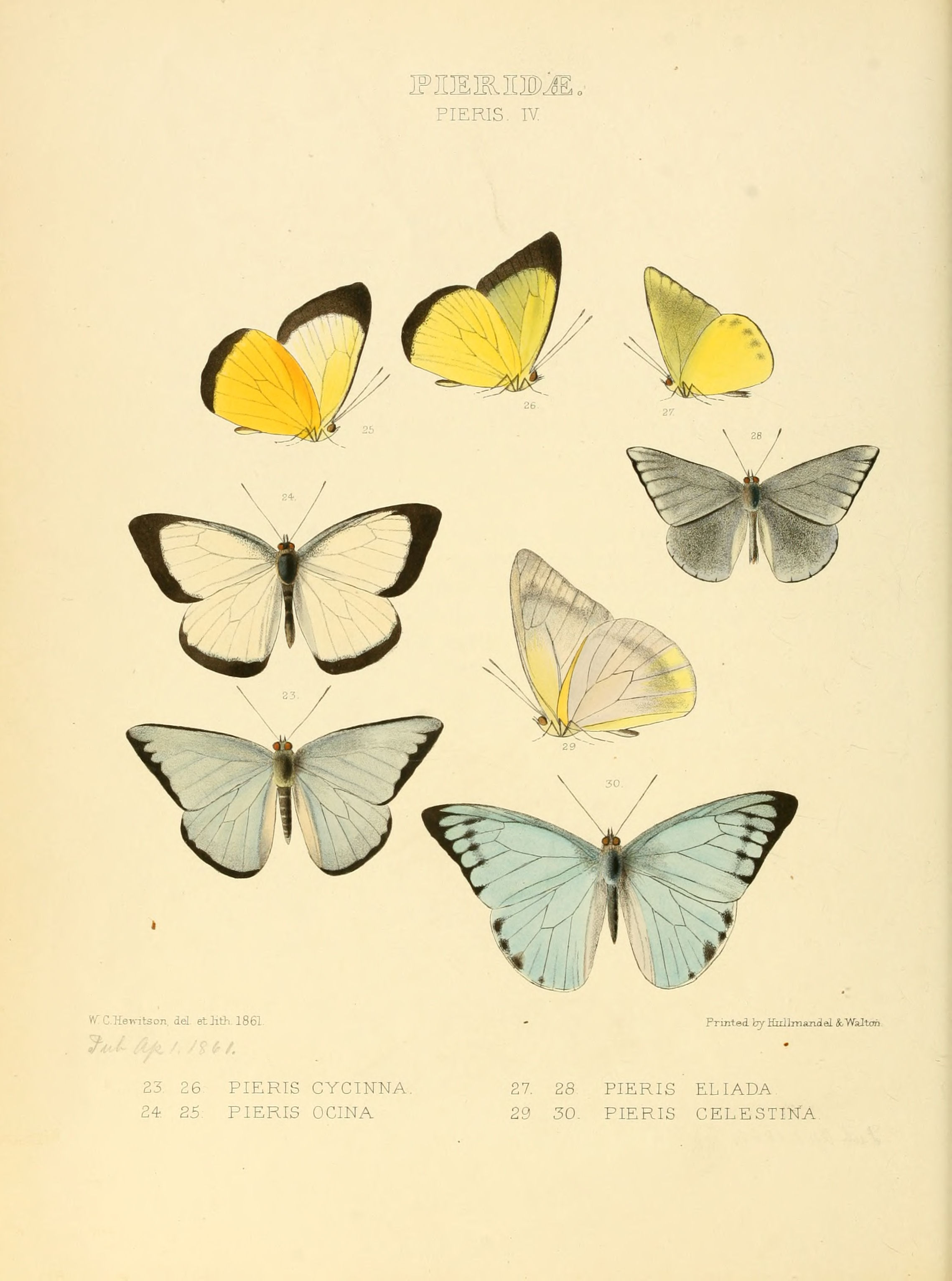